# Rusia en los Juegos Olímpicos de Estocolmo 1912
Rusia (Imperio ruso) estuvo representada en los Juegos Olímpicos de Estocolmo 1912 por un total de 159 deportistas que compitieron en 15 deportes. 

## Medallistas
El equipo olímpico ruso obtuvo las siguientes medallas:
| Nombre | Deporte            | Competición                     |
| --- | ------------------ | ------------------------------- |
| Oro |                    |                                 |
| — |                    |                                 |
| Plata |                    |                                 |
| Martin Klein | Lucha grecorromana | 75 kg M                         |
| Amos Kash Nikolai Melnitski Pavel Voiloshnikov Gueorgui Panteleinomonov                                           | Tiro               | Pistola militar por eqs. 30 m M |
| Bronce |                    |                                 |
| Hugo-Maksimilian Kuusik                                                                                           | Remo               | Scull ind. (M1X) M              |
| Harald Blau | Tiro               | Foso M                          |
| Esper Beloselski Ernest Brasche Nikolai Pushnitski Alexandr Rodionov Philipp Strauch Iosif Shomaker Karl Lindholm | Vela               | 10 Metre M                      |